# کارولین ونسینک

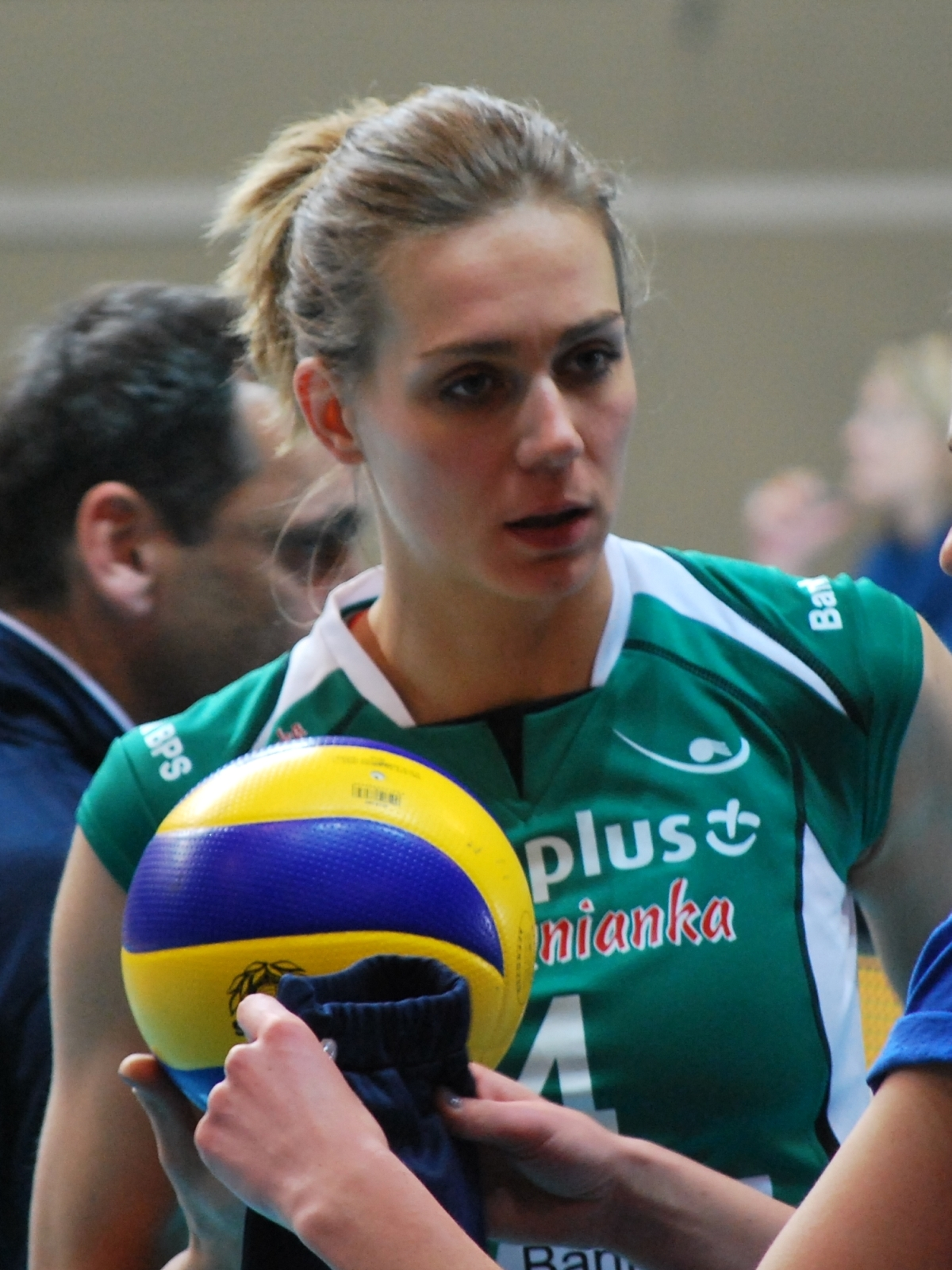

کارولین ونسینک (به انگلیسی: Caroline Wensink) (زاده ۴ آگوست ۱۹۸۴) بازیکن والیبال اهل هلند است.
کارولین برنده جایزه بهترین مدافع در لیگ اروپا در سال ۲۰۱۲ و موفق به کسب مدال طلا جایزه بزرگ جهانی ۲۰۰۷ در چین شد.